# Rosignano Marittimo
Rosignano Marittimo – miejscowość i gmina we Włoszech, w regionie Toskania, w prowincji Livorno.
Według danych na rok 2004 gminę zamieszkiwało 30 558 osób, 254,7 os./km².

## Bibliografia

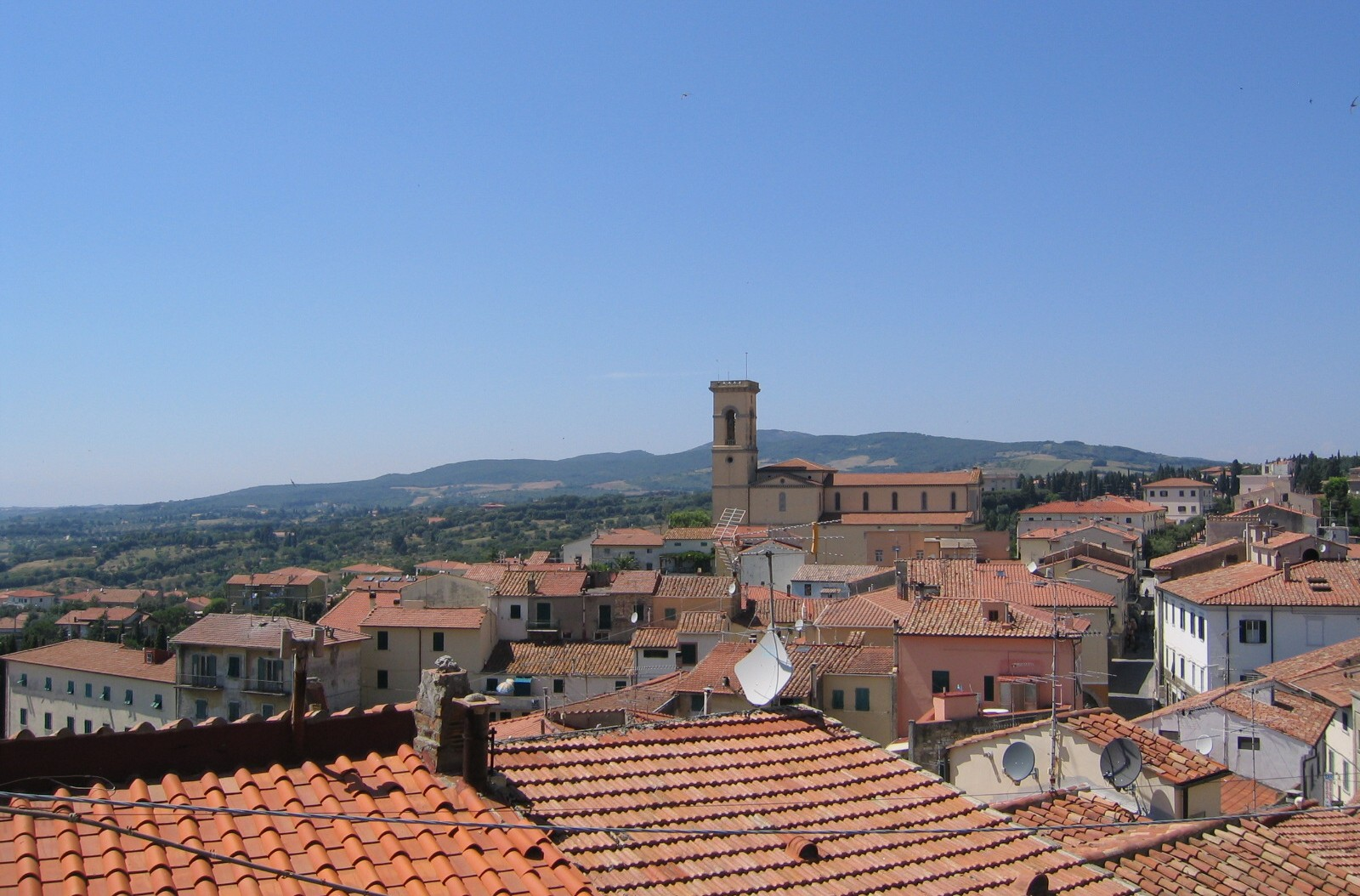
Panorama miejscowości

## Miasta partnerskie
- Musselburgh